# Gun'ichi Mikawa
Gun'ichi Mikawa (三川 軍一?, Mikawa Gun'ichi; Prefettura di Hiroshima, 29 agosto 1888 – 25 febbraio 1981) è stato un ammiraglio giapponese, attivo durante la seconda guerra mondiale.
Si arruolò nella marina imperiale giapponese nel 1910 e prestò servizio incrociatori e corazzate negli anni dieci, partecipando marginalmente alla prima guerra mondiale e presenziando alla conferenza di pace tenutasi a Parigi nel 1919-1920. Diplomatosi come ufficiale di rotta al Collegio navale, servì con tale ruolo sull'incrociatore leggero Tatsuta, sull'incrociatore da battaglia Ikoma e sull'incrociatore corazzato Aso. Il 1º dicembre 1922 divenne capitano di corvetta ed entro il 1924 completò il Corso avanzato del Collegio navale, facendo subito dopo esperienza in alcuni stati maggiori e come aiutante di campo. Partecipò alla conferenza navale di Londra nel 1929-1930 e dal febbraio 1930 fu addetto militare a Parigi; ritornò in patria nel 1931 e promosso a capitano di vascello assunse il comando della petroliera di squadra Hayatomo, quindi lavorò come istruttore all'Accademia navale. Tra il 1934 e il 1938 fu comandante degli incrociatori pesanti Aoba, Chokai e dell'incrociatore da battaglia Kirishima, periodo nel quale fu nominato contrammiraglio.
Nel 1939 divenne comandante della 7ª Divisione incrociatori, quindi a fine 1940 passò alla testa della 5ª Divisione incrociatori e raggiunse il grado di viceammiraglio. Critico verso l'attacco di Pearl Harbor, fu comunque comandante di una delle unità di scorta alle sei portaerei che lo sferrarono il 7 dicembre 1941 e le accompagnò per i primi sei mesi della guerra nel Pacifico fino alla disastrosa battaglia delle Midway (4-6 giugno 1942), alla quale fu presente ma non partecipante attivo. Mikawa è soprattutto ricordato per aver comandato l'8ª Flotta, protagonista dei numerosi combattimenti aeronavali svoltisi durante la campagna di Guadalcanal: in particolare egli condusse un rapido e devastante attacco navale l'8 agosto 1942 e annientò buona parte delle forze di protezione allo sbarco avvenuto il 7. Egli però non attaccò gli ormai vulnerabili trasporti perché privo di informazioni sulla reale consistenza degli effettivi nemici. Mikawa rimase alla testa dell'8ª Flotta fino alla battaglia del Mare di Bismarck (2-4 marzo 1943), quando un intero convoglio di rinforzi per la Nuova Guinea fu distrutto: fu sollevato dal comando e rimase in Giappone impegnato in incarichi a terra per vari mesi, finché non fu messo a comandare flotte di secondaria importanza nelle Filippine.
A fine 1944 fu richiamato e a fine maggio 1945 entrò nella riserva. Con la resa finale dell'Impero giapponese, Mikawa lasciò il servizio attivo; ritiratosi a vita privata, morì nel 1981.

## Biografia

### I primi anni in marina
Gun'ichi Mikawa nacque il 29 agosto 1888 nella prefettura di Hiroshima. Entrò all'Accademia navale di Etajima e fu destinato alla 38ª classe; completò gli studi il 18 luglio 1910, terzo su 149 allievi, e con il brevetto di aspirante guardiamarina s'imbarcò dapprima sull'incrociatore corazzato Asama, poi dal 31 marzo 1911 fece parte dell'equipaggio della corazzata Satsuma. Ottenuto il riconoscimento di guardiamarina il 1º dicembre, l'anno successivo fu trasferito sul moderno incrociatore da battaglia Kongo che fu inviato in visita diplomatica nel Regno Unito. Una volta tornato in patria, l'8 febbraio 1913 fu messo in attesa: il 23 luglio fu destinato all'incrociatore protetto Soya, sul quale rimase sino al 20 settembre quando fu nuovamente posto in attesa di un incarico. Divenuto sottotenente di vascello, Mikawa frequentò dal 1º dicembre al 27 maggio 1914 il Corso base di artiglieria navale e il Corso base alla Scuola siluristi, quindi il 1º dicembre fu assegnato all'equipaggio dell'incrociatore corazzato Aso, con il quale partecipò marginalmente alla prima guerra mondiale (compresa una crociera in acque cinesi). Il 10 febbraio 1916 fu spostato sul cacciatorpediniere di seconda classe Sugi. Con la promozione a tenente di vascello il 1º dicembre, Mikawa iniziò a seguire il Corso B al Collegio navale, il cui esame superò con successo. Dal 1º maggio 1917 frequentò il Corso di specializzazione che terminò prima della fine dell'anno: il 1º dicembre fu nominato ufficiale di rotta a bordo della nave trasporto truppe Seito. Il 5 marzo 1918 Mikawa fu inviato in Francia per approfondire e integrare la propria formazione. Tra il 1919 e il 1920 fu assegnato alla delegazione nipponica che partecipò alla conferenza di pace del 1919.

### Anni venti e trenta
Il 2 febbraio 1920 a Mikawa fu notificato l'ordine di rientro: giunto in Giappone, il 12 maggio fu destinato all'incrociatore da battaglia Haruna e poco dopo, il 3 luglio, assunse il posto di ufficiale di rotta sull'incrociatore leggero Tatsuta. Il 1º novembre 1921 fu trasferito sull'incrociatore da battaglia Ikoma come sostituto provvisorio dell'ufficiale di rotta; divenne inoltre istruttore alla Scuola siluristi, incarico che tenne fino al 1º maggio 1922. Un mese più tardi lasciò l'Ikoma per prendere servizio di nuovo sull'incrociatore corazzato Aso, questa volta come ufficiale di rotta. Il 1º dicembre ottenne la nomina a capitano di corvetta ed entrò nel Corso A del Collegio navale, terminato dopo due anni circa; il 1º dicembre 1924 fu assegnato allo stato maggiore dell'Ufficio personale, 1º Distretto navale (Yokosuka) dove lavorò per due anni. Il 1º dicembre 1926 divenne attendente presso lo stato maggiore generale della Marina imperiale e allo stesso tempo fu portato al grado di capitano di fregata: appena nove giorni più tardi fu scelto quale aiutante di campo e consigliere del viceammiraglio Kiyokazu Abō, nonché aiutante allo stato maggiore generale e membro dello stato maggiore del Comando costruzioni navali. Il 4 aprile 1927, mantenendo le ultime due cariche, passò a servire come aiutante di campo l'ammiraglio Takeshi Takarabe, continuando per oltre un anno.
Il 10 dicembre Mikawa partì per un secondo viaggio formativo in Francia: membro della delegazione giapponese alla conferenza di Londra del 1929-1930 da cui scaturì il trattato navale di Londra, dal 7 febbraio 1930 prese il posto di addetto militare presso l'ambasciata giapponese a Parigi. Al contempo ricevette la nomina a Supervisore per la costruzione e l'artiglieria (alle dipendenze del Comando costruzioni navali) e a Supervisore per l'artiglieria (alle dipendenza del Comando aereo navale). Il 1º dicembre gli pervenne l'ordine di rientro e, con esso, la promozione a capitano di vascello: il 16 aprile 1931, tornato in Giappone, entrò nel personale del 1º Distretto navale. Il 15 agosto gli fu affidato il primo comando in mare con la petroliera di squadra Hayatomo, che tenne per alcuni mesi; quindi, a partire dal 1º dicembre 1931, assunse il doppio ruolo di istruttore capo e Capo dell'addestramento presso l'Accademia navale. Il 20 febbraio 1934 tornò in mare con il comando dell'incrociatore pesante Aoba, lasciato il 15 novembre per assumere il comando dell'incrociatore pesante Chokai. Un anno esatto più tardi fu posto a capo dell'incrociatore da battaglia Kirishima. Il 1º dicembre 1936 ricevette la promozione a contrammiraglio e con essa l'incarico di capo di stato maggiore della 2ª Flotta, quindi il 15 novembre 1937 iniziò a lavorare come Capo della Sezione N2 (intelligence) dipendente dallo stato maggiore generale della marina.

### La seconda guerra mondiale

#### 1939-1941
Il 15 novembre 1939 il contrammiraglio Mikawa fu nominato comandante della 7ª Divisione incrociatori (Mogami, Mikuma, Suzuya, Kumano). Ufficiale competente e dall'eccellente preparazione, Mikawa era una persona pacata e di basso profilo, caratteristiche che lo fecero equiparare a un intellettuale; un ritratto poco aderente alla realtà, perché i suoi colleghi lo stimavano e ne riconoscevano la dinamicità e coraggio come comandante.
Il 1º novembre 1940 Mikawa passò alla testa della 5ª Divisione incrociatori (Myoko, Haguro, Nachi, Ashigara) e il 15 fu portato al rango di viceammiraglio. Nel frattempo la situazione internazionale cagionata dalla seconda guerra mondiale e le politiche espansionistiche nipponiche in Cina avevano portato l'Impero giapponese ad allearsi a Germania nazista e Italia fascista con il Patto tripartito, nonché a incrinare i rapporti diplomatici (già freddi) con gli Stati Uniti d'America che posero l'embargo a materie prime come petrolio e acciaio: i vertici politici e militari del governo decisero perciò di pianificare l'invasione del Sud-est asiatico e colpire sin da subito la Flotta del Pacifico di base a Pearl Harbor. Il 6 settembre, la strategia essendo stata messa a punto, il viceammiraglio fu scelto per comandare la 3ª Divisione corazzate (Hiei, Kirishima, Kongo, Haruna, queste ultime due, in realtà, assegnate provvisoriamente alla 2ª Flotta del viceammiraglio Nobutake Kondō nel Sud-est asiatico.), una delle unità di scorta alle sei portaerei incaricate di sferrare l'assalto alla flotta statunitense appena iniziate le ostilità: Mikawa criticò una simile operazione perché, secondo lui, disperdeva eccessivamente il potenziale della marina imperiale, da concentrare nell'Oceano Pacifico meridionale. La squadra d'attacco, al comando del viceammiraglio Chūichi Nagumo, salpò a fine novembre e il 7 dicembre sferrò il previsto attacco, quindi rientrò in patria sullo scorcio dell'anno.

#### 1942
Sempre al comando della 3ª Divisione corazzate, Mikawa continuò a far parte della formazione del viceammiraglio Nagumo e fu presente ai raid sulla Nuova Guinea e Rabaul (gennaio 1942), al bombardamento di Darwin (19 febbraio) e alla rapida scorreria nell'Oceano Indiano (aprile), ma non intervenne mai direttamente con le unità al suo comando. Partecipò quindi alla cruciale battaglia delle Midway (4-6 giugno) inquadrato nel gruppo d'occupazione dell'atollo, dipendente dalla 2ª Flotta: in quest'occasione al posto della Kirishima si trovava la corazzata Kongo, che funse da nave ammiraglia. La battaglia terminò con la distruzione di quattro portaerei nipponiche e il passaggio dell'iniziativa bellica in mano agli Stati Uniti.
Tornato in Giappone, il 12 luglio Mikawa fu temporaneamente attendente dello stato maggiore generale, che il 14 luglio lo scelse quale comandante dell'appena costituita 8ª Flotta, con quartier generale a Rabaul e responsabilità del settore isole Salomone-Nuova Guinea. Il 7 agosto la 1ª Divisione Marine sbarcò su Guadalcanal con l'appoggio di tre portaerei e di una forte scorta. Mikawa organizzò immediatamente un'improvvisata squadra d'intervento, composta dagli incrociatori pesanti Chokai (ammiraglia), Aoba, Furutaka, Kinugasa, Kako, da quelli leggeri Tenryu e Yubari e dal cacciatorpediniere Yunagi, che partì da Rabaul nel pomeriggio. Nella notte tra l'8 e il 9 agosto (sfuggito alle ricognizioni) Mikawa si avvicinò da nord-ovest a Guadalcanal, passando tra questa e l'isola di Savo: qui sorprese e affondò l'incrociatore pesante australiano HMAS Canberra, danneggiò gravemente quello statunitense USS Chicago e respinse il cacciatorpediniere USS Patterson. Mikawa risalì dunque verso nord-est e nella manovra la colonna giapponese si divise in due gruppi, che circondarono così la seconda squadra di incrociatori (USS Astoria, USS Quincy, USS Vincennes) posti a difesa dei trasporti e dei mezzi anfibi; anche queste unità furono colte alla sprovvista dal subitaneo attacco giapponese e furono devastate nell'arco di pochi minuti, opponendo un tiro sporadico che inflisse solo lievi danni alle navi del viceammiraglio Mikawa. Alle 02:15 egli aveva vinto la battaglia dell'isola di Savo con una brillante condotta tattica, ma decise di ritirarsi poiché non rimanevano ore sufficienti per riunire le navi, cannoneggiare il naviglio statunitense e ritornare a Rabaul senza incorrere nei pericolosi attacchi delle portaerei nemiche: Mikawa non sapeva che, al contrario, la Task force 61 si era allontanata bene a sud di Guadalcanal e che pertanto era fuori dal raggio d'azione delle portaerei statunitensi. Inoltre non disponeva di informazioni più precise sulle forze avversarie e ritenne, in ultimo, di non forzare ulteriormente la sorte.
Nonostante il ripiegamento, Mikawa ricevette un messaggio dell'ammiraglio Isoroku Yamamoto che si complimentò per la vittoria e continuò a combattere nella campagna per Guadalcanal: il 24 agosto fu presente alla battaglia delle Salomone Orientali come comandante del Gruppo di copertura, forte della 6ª Divisione incrociatori, della 2ª Squadriglia del contrammiraglio Raizō Tanaka (l'incrociatore leggero Jintsu, otto cacciatorpediniere) e di tre sommergibili. Solo la formazione del contrammiraglio Tanaka fu ingaggiata mentre si avvicinava a Guadalcanal e perse un cacciatorpediniere. Il mese successivo, il 12 settembre, diresse un veloce bombardamento navale della pista aerea "Henderson" in mano statunitense e mise a disposizione il naviglio leggero dell'8ª Flotta per trasportare scaglioni delle truppe giapponesi inviate a combattere sull'isola.; a metà ottobre comandò personalmente gli incrociatori pesanti Chokai e Kinugasa durante un secondo e distruttivo attacco navale all'aeroporto, quindi il 26 ottobre partecipò marginalmente alla battaglia delle isole Santa Cruz a bordo del Chokai. All'inizio di novembre il Gran Quartier Generale imperiale organizzò un ennesimo convoglio e quindi schierò vaste forze della marina imperiale; il viceammiraglio Mikawa, imbarcato sul Chokai, dirigeva il gruppo da bombardamento del contrammiraglio Shōji Nishimura (tre incrociatori e quattro cacciatorpediniere), una squadra di supporto per il bombardamento (al suo comando diretto) e il gruppo di trasporti con la scorta di una decina di cacciatorpediniere del contrammiraglio Tanaka. Mikawa si portò nelle acque di Guadalcanal nella notte tra il 14 e il 15 novembre e poté iniziare un nutrito fuoco sull'aeroporto, non essendo presente alcuna unità statunitense. Alle 02:30 circa ripiegò senza danno ma nel corso della mattina alcuni velivoli superstiti e gli apparecchi della portaerei USS Enterprise attaccarono in due riprese: il Kinugasa fu affondato, gli incrociatori pesanti Maya, Chokai e quello leggero Isuzu subirono danni di varia entità. Nel frattempo anche la squadra del contrammiraglio Tanaka era stata bersagliata dagli aerei e alla fine del 15 novembre sette trasporti erano stati affondati, segnando di fatto il fallimento anche di questa offensiva giapponese. Guadalcanal fu infine evacuata nel gennaio e febbraio 1943.

#### 1943-1945

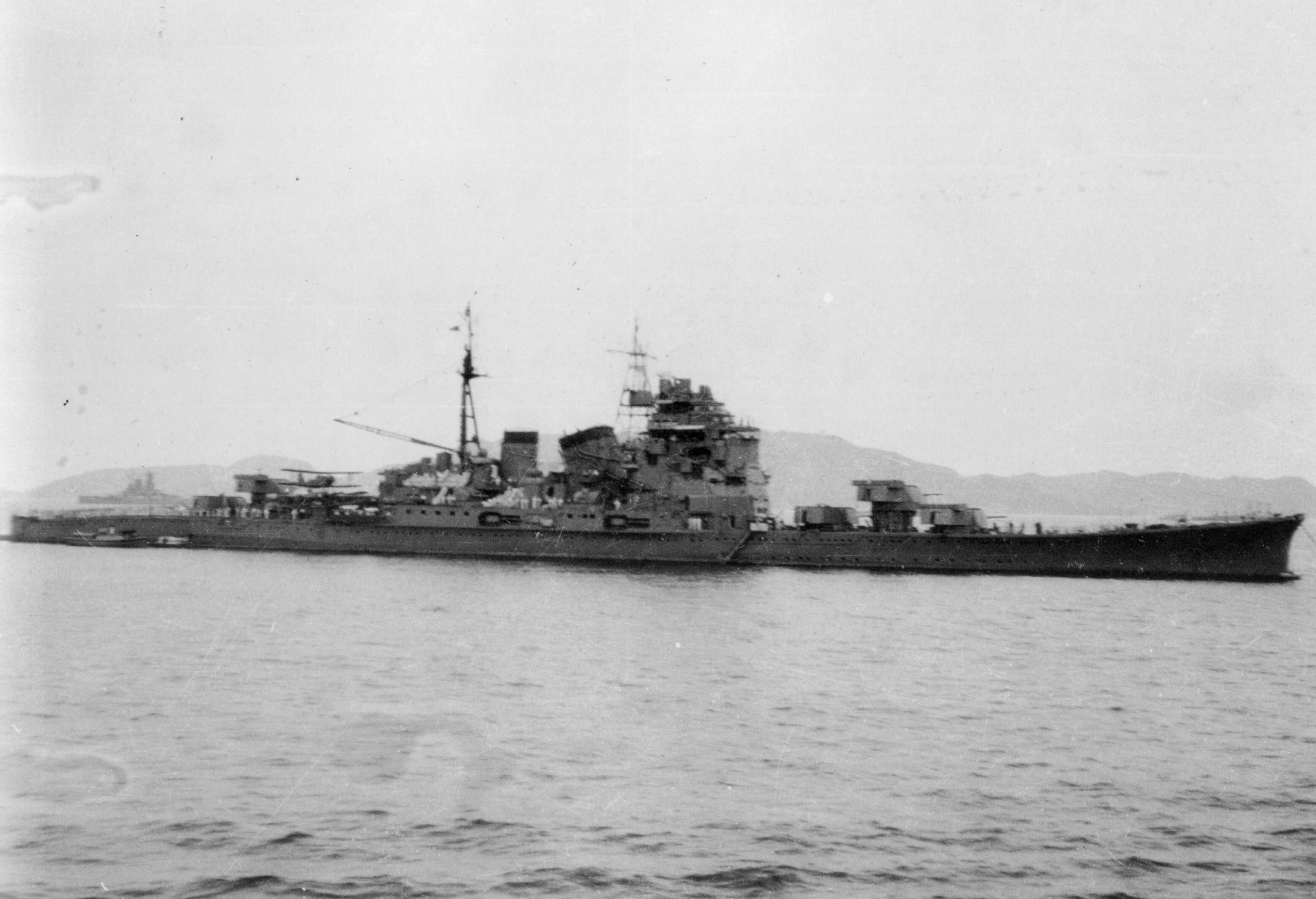
L'incrociatore pesante Chokai, nave ammiraglia di Mikawa nel corso della campagna di Guadalcanal

Alla fine di febbraio 1943, Mikawa pianificò l'invio di un importante convoglio carico di uomini, mezzi, attrezzature e vettovagliamenti a Lae e Salamaua, posizioni strategiche tenute dall'Impero giapponese in Nuova Guinea che necessitavano di urgenti rinforzi per resistere alla pressione delle forze australiano-statunitensi del generale Douglas MacArthur. L'operazione ebbe un buon avvio ma gli otto trasporti e gli otto cacciatorpediniere furono localizzati e tra il 2 e il 4 marzo, nell'ultima tratta del viaggio, furono quasi tutti affondati: questa disfatta mise Mikawa sotto pesante accusa e poco dopo fu sollevato dal comando dell'8ª Flotta, rimpatriato e lasciato a disposizione dello stato maggiore generale della marina dal 1º aprile. Il 20 del mese fu destinato alla Scuola navale di navigazione come insegnante, ruolo che ricoprì fino al 3 settembre. A tale data fu nominato comandante in capo della 2ª Flotta di spedizione del sud, un comando di retrovia dotato di forze ridotte con quartier generale a Surabaya, sull'isola di Giava. Il 18 giugno 1944 divenne comandante in capo dell'intera Flotta dell'Area sud-occidentale, con responsabilità estesa a tutti i mari occupati a sud del Giappone; contemporaneamente fu scelto come nuovo comandante della 13ª Flotta aerea: il 15 agosto affiancò a questi due incarichi anche la gestione della 3ª Flotta di spedizione del sud, una delle formazioni sottoposte al suo quartier generale. Queste unità furono coinvolte in azioni secondarie durante la battaglia del Golfo di Leyte tra il 23 e il 26 ottobre 1944, l'ultima grande battaglia di superficie per la marina; Mikawa organizzò quindi i primi convogli, formati con qualsiasi cosa galleggiasse, che recavano a bordo rinforzi per la guarnigione dell'isola di Leyte, sulla quale gli statunitensi erano sbarcati il 20 ottobre. Le perdite sin da subito inflitte dall'imperante aviazione avversaria fecero però sì che fosse richiamato in Giappone. Il 1º novembre fu integrato nello stato maggiore generale come attendente e il 15 maggio 1945 fu messo in attesa di assegnazione; il 21 passò nella riserva.

### Ultimi anni e morte
Il 15 agosto 1945 l'Impero giapponese si arrese senza condizioni agli Alleati. Mikawa rassegnò le dimissioni dalla Marina imperiale, annientata nel conflitto, e fu preso in custodia dalle forze d'occupazione statunitensi: rimase per un certo periodo nella prigione di Sugamo, accusato di aver violato le leggi internazionali riguardo alla condotta in guerra. Una volta rilasciato, si ritirò a vita privata e morì il 25 febbraio 1981, all'età di 92 anni.

## Onorificenze
Dati tratti da: